# Saison 2020-2021 d'Oyonnax Rugby
Cette page présente la saison 2020-2021 d'Oyonnax Rugby en Pro D2.

## Entraîneurs
- Joe El Abd (manager)
- Manny Edmonds (arrières)
- Vincent Debaty (mêlée)
- Maurie Fa'asavalu (attaque)
- Viliami Ma'afu (défense)

## Effectif 2020-2021
| Nom                      | Poste            | Naissance         | Nationalité sportive | Sélections | Dernier club         | Arrivée au club (année) |
| ------------------------ | ---------------- | ----------------- | -------------------- | ---------- | -------------------- | ----------------------- |
| Adrien Bordenave         | Pilier           | 29 juillet 1993   | France               | -          | Colomiers rugby      | 2019                    |
| Beka Kakabadze (en)      | Pilier           | 7 septembre 1995  | Géorgie              |            | ASM Clermont         | 2020                    |
| Thomas Laclayat          | Pilier           | 2 octobre 1997    | France               | -          | Formé au club        | 2017                    |
| Irakli Mirtskhulava (en) | Pilier           | 22 décembre 1988  | Géorgie              |            | Tarbes PR            | 2016                    |
| Tommy Raynaud            | Pilier           | 13 juin 1994      | France               | -          | RC Narbonne          | 2016                    |
| Frans van Wyk (en)       | Pilier           | 25 avril 1995     | Afrique du Sud       | -          | Lions                | 2020                    |
| Teddy Durand             | Talonneur        | 14 octobre 1999   | France               | -          | Stade toulousain     | 2018                    |
| Benjamin Geledan         | Talonneur        | 8 avril 1990      | France               | -          | Stade rochelais      | 2016                    |
| Manu Leiataua            | Talonneur        | 26 décembre 1986  | Samoa                |            | USA Perpignan        | 2020                    |
| Phoenix Battye (en)      | Deuxième ligne   | 28 septembre 1990 | Australie            | -          | AS Béziers           | 2017                    |
| Thibault Lassalle        | Deuxième ligne   | 22 août 1987      | France               | -          | Castres olympique    | 2019                    |
| Manuel Leindekar         | Deuxième ligne   | 23 avril 1997     | Uruguay              |            | Formé au club        | 2017                    |
| Thibault Tauleigne       | Deuxième ligne   | 10 novembre 1996  | France               | -          | Formé au club        | 2016                    |
| Valentin Ursache         | Deuxième ligne   | 12 août 1985      | Roumanie             |            | Pays d'Aix RC        | 2012                    |
| Rory Grice               | Troisième ligne  | 2 avril 1990      | Nouvelle-Zélande     |            | FC Grenoble          | 2017                    |
| Luke Hamilton (en)       | Troisième ligne  | 7 janvier 1992    | Écosse               |            | Bristol Rugby        | 2020                    |
| Étienne Herjean          | Troisième ligne  | 10 juin 1991      | France               | -          | CA Brive             | 2018                    |
| Josh Strauss             | Troisième ligne  | 23 octobre 1986   | Écosse               |            | Bulls                | 2020                    |
| Bilel Taieb              | Troisième ligne  | 27 janvier 1993   | Tunisie              | -          | Formé au club        | 2015                    |
| Josh Tyrell              | Troisième ligne  | 16 octobre 1990   | Samoa                |            | Doncaster Knights    | 2019                    |
| Sacha Zegueur            | Troisième ligne  | 21 juin 1999      | France               | -          | Formé au club        | 2018                    |
| Loïc Crédoz              | Troisième ligne  | 17 mai 1999       | France               | -          | Formé au club        | 2019                    |
| Charlie Cassang          | Demi de mêlée    | 8 février 1995    | France               | -          | ASM Clermont         | 2020                    |
| Ilan El Khattabi         | Demi de mêlée    | 10 juin 1999      | France               | -          | Formé au club        | 2019                    |
| Jérémy Gondrand          | Demi de mêlée    | 23 février 1990   | France               | -          | Lyon OU              | 2016                    |
| Lionel Beauxis           | Demi d'ouverture | 24 octobre 1985   | France               |            | Lyon OU              | 2019                    |
| Yohan Le Bourhis         | Demi d'ouverture | 14 mars 1994      | France               | -          | Castres olympique    | 2019                    |
| Pedro Bettencourt        | Centre           | 18 novembre 1994  | Portugal             |            | Newcastle Falcons    | 2019                    |
| Chris Feauai-Sautia      | Centre           | 17 novembre 1993  | Australie            |            | Queensland Reds      | 2021                    |
| Gabiriele Lovobalavu     | Centre           | 20 juin 1985      | Fidji                |            | Wasps                | 2019                    |
| Théo Millet              | Centre           | 8 juillet 1997    | France               | -          | Stade français Paris | 2018                    |
| Antoine Zeghdar          | Centre           | 22 mai 1999       | France               | -          | RC Toulon            | 2019                    |
| Aurélien Callandret      | Ailier           | 23 août 1997      | France               | -          | SO Chambéry          | 2017                    |
| Benjamin Fall            | Ailier           | 3 mars 1989       | France               |            | Montpellier HR       | 2020                    |
| Tim Giresse              | Ailier           | 7 septembre 1993  | France               | -          | Biarritz olympique   | 2017                    |
| Taylor Paris             | Ailier           | 6 octobre 1992    | Canada               |            | Castres olympique    | 2020                    |
| Adrian Sanday            | Ailier           | 5 février 1998    | France               | -          | Formé au club        | 2018                    |
| Tony Ensor (en)          | Arrière          | 11 mai 1991       | Nouvelle-Zélande     | -          | Stade français       | 2019                    |
| Joffrey Michel           | Arrière          | 4 mars 1987       | France               | -          | Montpellier HR       | 2018                    |

## Calendrier et résultats
| - US Carcassonne - Oyonnax rugby : 27-30 - Soyaux Angoulême XV - Oyonnax rugby : 8-16 - Oyonnax rugby - Provence rugby : 29-17 - Oyonnax rugby - US Montauban : 34-16 - Oyonnax rugby - Stade aurillacois : 46-17 - AS Béziers - Oyonnax rugby : 23-27 - Oyonnax rugby - Rouen NR : 22-15 - Colomiers rugby - Oyonnax rugby : 16-16 - Oyonnax rugby - RC Vannes : 20-30 - Valence Romans DR - Oyonnax rugby : 22-25 - Oyonnax rugby - USO Nevers : 28-20 - USA Perpignan - Oyonnax rugby : 20-10 - Oyonnax rugby - Biarritz olympique : 15-19 - Oyonnax rugby - FC Grenoble : 27-35 - Oyonnax rugby - Stade montois : 33-27 | - Oyonnax rugby - US Carcassonne : 30-6 - Oyonnax rugby - Soyaux Angoulême XV : 28-25 - Provence rugby - Oyonnax rugby : 19-39 - US Montauban - Oyonnax rugby : 23-17 - Stade aurillacois - Oyonnax rugby: 22-16 - Oyonnax rugby - AS Béziers : 38-20 - Rouen NR - Oyonnax rugby : 37-25 - Oyonnax rugby - Colomiers rugby : 25-34 - RC Vannes - Oyonnax rugby : 13-26 - Oyonnax rugby - Valence Romans DR : 53-19 - USO Nevers - Oyonnax rugby : 15-20 - Oyonnax rugby - USA Perpignan : 28-35 - Biarritz olympique - Oyonnax rugby : 21-34 - FC Grenoble - Oyonnax rugby : 33-26 - Stade montois - Oyonnax rugby : 23-23 |

### Classement de la saison régulière
| Rang | Club                | J  | V  | N | D  | Bo | Bd | Pm  | Pe  | Diff | Pts |
| ---- | ------------------- | -- | -- | - | -- | -- | -- | --- | --- | ---- | --- |
| 1    | USA Perpignan       | 30 | 24 | 1 | 5  | 7  | 2  | 821 | 504 | +317 | 107 |
| 2    | RC Vannes           | 30 | 21 | 2 | 7  | 8  | 3  | 722 | 513 | +209 | 99  |
| 3    | Biarritz olympique  | 30 | 19 | 2 | 9  | 6  | 5  | 700 | 578 | +122 | 91  |
| 4    | Oyonnax Rugby       | 30 | 18 | 2 | 10 | 5  | 1  | 808 | 657 | +151 | 82  |
| 5    | Colomiers Rugby     | 29 | 16 | 1 | 12 | 2  | 6  | 617 | 587 | +30  | 76  |
| 6    | FC Grenoble         | 30 | 16 | 1 | 13 | 4  | 5  | 666 | 594 | +72  | 75  |
| 7    | USO Nevers          | 30 | 13 | 1 | 16 | 5  | 6  | 650 | 652 | -2   | 65  |
| 8    | US Carcassonne      | 30 | 14 | 1 | 15 | 3  | 4  | 653 | 665 | -12  | 65  |
| 9    | US Montauban        | 30 | 14 | 1 | 15 | 0  | 2  | 627 | 762 | -135 | 60  |
| 10   | Stade aurillacois   | 30 | 12 | 1 | 17 | 2  | 6  | 557 | 585 | -28  | 58  |
| 11   | Stade montois       | 29 | 11 | 3 | 15 | 2  | 4  | 550 | 662 | -112 | 58  |
| 12   | AS Béziers          | 30 | 10 | 1 | 19 | 3  | 11 | 620 | 671 | -51  | 56  |
| 13   | Provence Rugby      | 30 | 11 | 2 | 17 | 1  | 6  | 622 | 743 | -121 | 55  |
| 14   | Rouen NR            | 30 | 11 | 1 | 18 | 1  | 7  | 552 | 605 | -53  | 54  |
| 15   | Valence Romans DR   | 30 | 9  | 3 | 18 | 1  | 6  | 647 | 804 | -157 | 49  |
| 16   | Soyaux Angoulême XV | 30 | 8  | 1 | 21 | 1  | 7  | 522 | 752 | -230 | 42  |

|  | Qualication pour les demi-finales (no 1, no 2) .          |
|  | Qualification pour les barrages (no 3, no 4, no 5, no 6). |
|  | Relégation en Nationale (no 15 et no 16).                 |

Attribution des points : victoire sur tapis vert : 5, victoire : 4, match nul : 2, défaite : 0, forfait : -2 ; plus les bonus (offensif : 3 essais de plus que l'adversaire ; défensif : défaite par 5 points d'écart ou moins; les deux bonus peuvent se cumuler).
Règles de classement :
1. points terrain (bonus compris) ; 2. points terrain obtenus dans les matchs entre équipes concernées ; 3. différence de points sur l'ensemble des matchs ; 4. différence de points dans les matchs entre équipes concernées ; 5. différence entre essais marqués et concédés dans les matchs entre équipes concernées ; 6. nombre de points marqués sur l'ensemble des matchs ; 7. différence entre essais marqués et concédés ; 8. nombre de forfaits n'ayant pas entraîné de forfait général ; 9. place la saison précédente.

### Tableau final
|  | Barrages                                                      | Barrages                                              |                                                  |                                                  | Demi-finales                                         | Demi-finales                                         |  |  | Finale                                             | Finale                                             |
|  | Barrages                                                      | Barrages                                              |                                                  |                                                  | Demi-finales                                         | Demi-finales                                         |  |  | Finale                                             | Finale                                             |
|  |                                                               |                                                       |                                                  |                                                  |                                                      |                                                      |  |  |                                                    |                                                    |
|  | 22 mai 2021 à 13 h 5 au Stade Charles-Mathon, Oyonnax         | 22 mai 2021 à 13 h 5 au Stade Charles-Mathon, Oyonnax |                                                  |                                                  | 30 mai 2021 à 15 h 30 au stade Aimé-Giral, Perpignan | 30 mai 2021 à 15 h 30 au stade Aimé-Giral, Perpignan |  |  | 5 juin 2021 à 17 h 30 au GGL Stadium à Montpellier | 5 juin 2021 à 17 h 30 au GGL Stadium à Montpellier |
|  | 22 mai 2021 à 13 h 5 au Stade Charles-Mathon, Oyonnax         | 22 mai 2021 à 13 h 5 au Stade Charles-Mathon, Oyonnax |                                                  |                                                  | 30 mai 2021 à 15 h 30 au stade Aimé-Giral, Perpignan | 30 mai 2021 à 15 h 30 au stade Aimé-Giral, Perpignan |  |  | 5 juin 2021 à 17 h 30 au GGL Stadium à Montpellier | 5 juin 2021 à 17 h 30 au GGL Stadium à Montpellier |
|  | 22 mai 2021 à 13 h 5 au Stade Charles-Mathon, Oyonnax         | 22 mai 2021 à 13 h 5 au Stade Charles-Mathon, Oyonnax | USA Perpignan                                    | 27                                               |                                                      |                                                      |  |  | 5 juin 2021 à 17 h 30 au GGL Stadium à Montpellier | 5 juin 2021 à 17 h 30 au GGL Stadium à Montpellier |
|  | Oyonnax rugby                                                 | 28                                                    | USA Perpignan                                    | 27                                               |                                                      |                                                      |  |  | 5 juin 2021 à 17 h 30 au GGL Stadium à Montpellier | 5 juin 2021 à 17 h 30 au GGL Stadium à Montpellier |
|  | Oyonnax rugby                                                 | 28                                                    | Oyonnax rugby                                    | 15                                               |                                                      |                                                      |  |  | 5 juin 2021 à 17 h 30 au GGL Stadium à Montpellier | 5 juin 2021 à 17 h 30 au GGL Stadium à Montpellier |
|  | Colomiers rugby                                               | 22                                                    | Oyonnax rugby                                    | 15                                               |                                                      |                                                      |  |  | 5 juin 2021 à 17 h 30 au GGL Stadium à Montpellier | 5 juin 2021 à 17 h 30 au GGL Stadium à Montpellier |
|  | Colomiers rugby                                               | 22                                                    | 30 mai 2021 à 18 h au stade de la Rabine, Vannes | 30 mai 2021 à 18 h au stade de la Rabine, Vannes | USA Perpignan                                        | 33                                                   |  |  |                                                    |                                                    |
|  | 22 mai 2021 à 15 h 30 au Parc des sports d'Aguiléra, Biarritz |                                                       | 30 mai 2021 à 18 h au stade de la Rabine, Vannes | 30 mai 2021 à 18 h au stade de la Rabine, Vannes | USA Perpignan                                        | 33                                                   |  |  |                                                    |                                                    |
|  |                                                               | Biarritz olympique                                    | 30 mai 2021 à 18 h au stade de la Rabine, Vannes | 30 mai 2021 à 18 h au stade de la Rabine, Vannes | 14                                                   |                                                      |  |  |                                                    |                                                    |
|  | Biarritz olympique                                            | Biarritz olympique                                    | 30 mai 2021 à 18 h au stade de la Rabine, Vannes | 30 mai 2021 à 18 h au stade de la Rabine, Vannes | 14                                                   | 41                                                   |  |  |                                                    |                                                    |
|  | Biarritz olympique                                            | RC Vannes                                             | 33                                               |                                                  |                                                      | 41                                                   |  |  |                                                    |                                                    |
|  | FC Grenoble                                                   | RC Vannes                                             | 33                                               | 14                                               |                                                      |                                                      |  |  |                                                    |                                                    |
|  | FC Grenoble                                                   | Biarritz olympique                                    | 34                                               | 14                                               |                                                      |                                                      |  |  |                                                    |                                                    |
|  |                                                               | Biarritz olympique                                    | 34                                               |                                                  |                                                      |                                                      |  |  |                                                    |                                                    |

### Barrages
| 22 mai 2021 13 h 5 | Oyonnax rugby | 28 - 22 (12 - 19) | Colomiers rugby | Stade Charles-Mathon, Oyonnax Arbitre : Maxime Chalon |
| 22 mai 2021 13 h 5 | Essai(s) : 1 Fall (44e) Transformation(s) : 1 Le Bourhis (44e) Pénalité(s) : 7 Y.Le Bourhis (9e, 15e, 33e, 40e, 50e, 57e), Beauxis (74e) Carton(s) jaune(s) : 1 Leaitaua (17e) |                   | Essai(s) : 1 Sheklashvili (12e) Transformation(s) : 1 Soulan (12e) Pénalité(s) : 5 J.Soulan (18e, 24e, 29e, 35e), T.Girard (77e) Carton(s) jaune(s) : 1 T.Girard (39e) | Stade Charles-Mathon, Oyonnax Arbitre : Maxime Chalon |
| 22 mai 2021 13 h 5 | |                   | | Stade Charles-Mathon, Oyonnax Arbitre : Maxime Chalon |

### Demi-finale
| 30 mai 2020 15 h 30 | USA Perpignan | 27 - 15 (15 - 6) | Oyonnax rugby                                     | Stade Aimé-Giral, Perpignan 1 000 spectateurs Arbitre : Pierre Brousset |
| 30 mai 2020 15 h 30 | Essai(s) : 4 Tilsley (4e), Deghmache (8e), Lemalu (54e), Dubois (69e) Transformation(s) : 2 Jaminet (10e, 55e) Pénalité(s) : 1 Jaminet (20e) |                  | Pénalité(s) : 5 Beauxis (23e, 32e, 44e, 52e, 65e) | Stade Aimé-Giral, Perpignan 1 000 spectateurs Arbitre : Pierre Brousset |
| 30 mai 2020 15 h 30 | |                  |                                                   | Stade Aimé-Giral, Perpignan 1 000 spectateurs Arbitre : Pierre Brousset |

## Statistiques

### Championnat de France
Meilleurs réalisateurs
| Rang | Joueur | Poste | Points | Essais | Transf. | Pén. | Drops |
| ---- | ------ | ----- | ------ | ------ | ------- | ---- | ----- |
| 1    | -      | -     | -      | -      | -       | -    | -     |
| 2    | -      | -     | -      | -      | -       | -    | -     |
| 3    | -      | -     | -      | -      | -       | -    | -     |
| 4    | -      | -     | -      | -      | -       | -    | -     |
| 5    | -      | -     | -      | -      | -       | -    | -     |

Meilleurs marqueurs
| Rang | Joueur | Poste | Essais |
| ---- | ------ | ----- | ------ |
| 1    | -      | -     | -      |
| 2    | -      | -     | -      |
| 3    | -      | -     | -      |
| 4    | -      | -     | -      |
| 5    | -      | -     | -      |